# The Peoples of Middle-earth
The Peoples of Middle-earth (ang. Ludy Śródziemia) – dwunasta i ostatnia część Historii Śródziemia wydana w 1996. Powstała z niepublikowanych manuskryptów J.R.R. Tolkiena zredagowanych przez Christophera Tolkiena. Nie została do tej pory przetłumaczona na język polski. Zawiera:
- opracowanie dodatków do Władcy Pierścieni oraz do Akallabêth, jednego z tekstów składających się na książkę Silmarillion,
- eseje na temat różnych ras Śródziemia,
- The New Shadow (ang. Nowy Cień) – niedokończona kontynuacja Władcy Pierścieni, porzucona przez Tolkiena, opowiadać miała o czasach Eldariona, syna Aragorna.
- Tal-Elmar – niedokończona opowieść o númenorejskiej kolonizacji Śródziemia, opowiadana z perspektywy Dzikich Ludzi.

Niektóre postacie (w tym Anairë, żona Fingolfina) pojawiają się tylko w tym dziele. Zawiera ono także kilka innych prac, które nie zmieściły się nigdzie indziej.